# 白氏副鯨鯰
白氏副鯨鯰，為輻鰭魚綱鯰形目鯨形鯰科的其中一種，分布於南美洲厄瓜多Guayas河流域，體長可達24.2公分，棲息在底中層水域，屬肉食性，生活習性不明。

## 擴展閱讀
維基物種上的相關：白氏副鯨鯰